# II. Illés moldvai fejedelem
II. Illés vagy Iliaș (1531 – 1562 januárja) Moldva fejedelme 1546-tól 1551-ig.
IV. Péter fiaként született. 1550-ben betört Erdélybe a szultán parancsára, feldúlta a Székelyföldet, de Martinuzzi Fráter György 6000 huszárja visszaűzte és a szultán kegyvesztését csak úgy tudta kikerülni, hogy felvette az iszlám vallást 1551-ben. 1552-ben I. Ferdinánd magyar király hadai szorították ki ki Erdélyből. A szultán pedig száműzte.